# Omicron1 Cygni
Omicron1 Cygni (31 Cygni) é uma estrela na direção da constelação de Cygnus. Possui uma ascensão reta de 20h 13m 37.90s e uma declinação de +46° 44′ 28.8″. Sua magnitude aparente é igual a 3.80. Considerando sua distância de 1353 anos-luz em relação à Terra, sua magnitude absoluta é igual a −4.29. Pertence à classe espectral K2II+.... É uma estrela variável algol.